# Juliusz Chrościcki

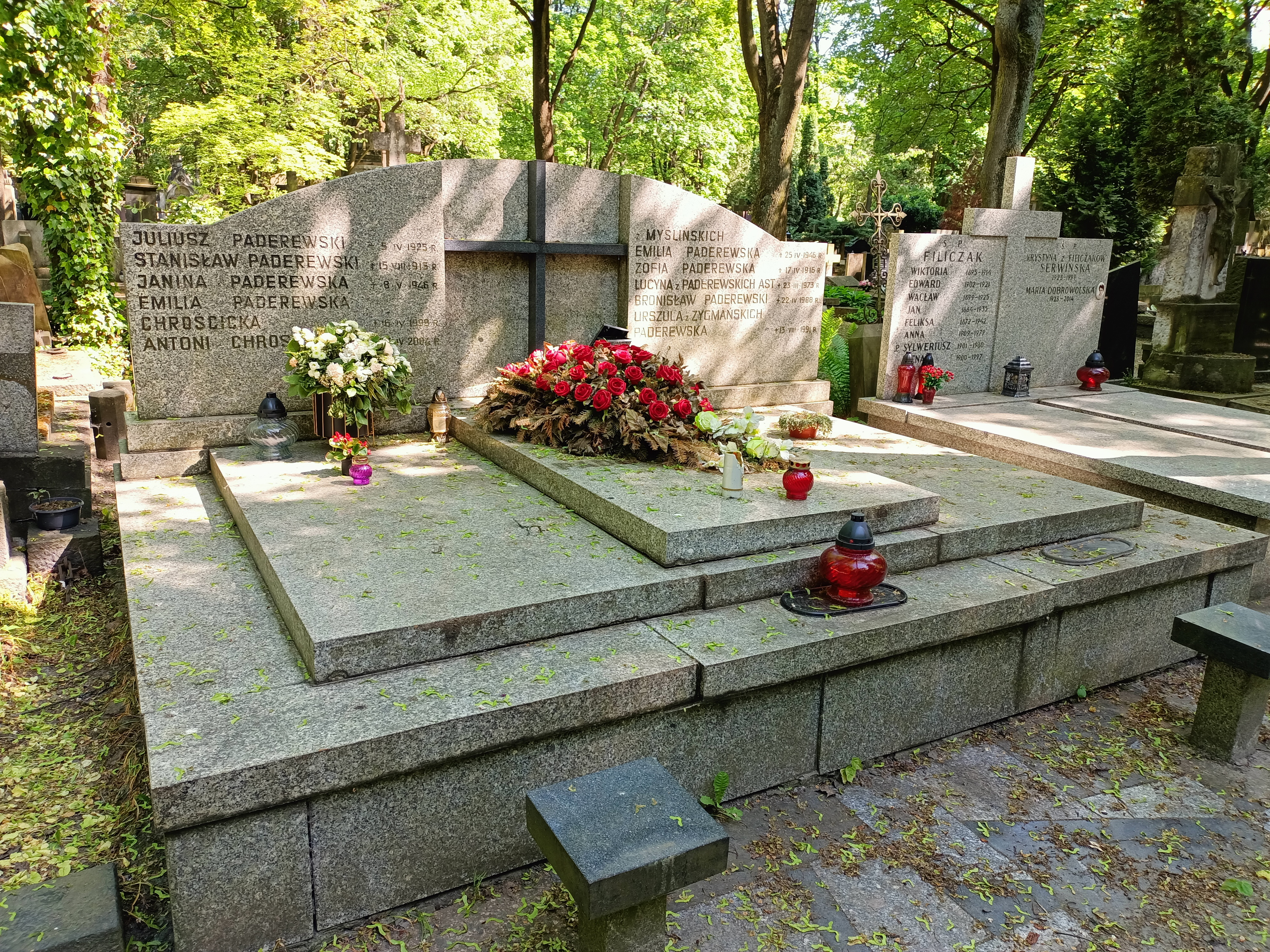
Grób Antoniego i Juliusza Chrościckiego na cmentarzu Powązkowskim

Juliusz Antoni Chrościcki (ur. 13 sierpnia 1942 w Warszawie, zm. 16 stycznia 2024) – polski historyk sztuki, specjalista w zakresie europejskiej sztuki nowożytnej, baroku, historii kultury i ikonografii władzy, autor licznych publikacji naukowych.

## Biografia
Syn Antoniego Chrościckiego. Ukończył VI Liceum Ogólnokształcące im. Tadeusza Reytana w Warszawie i studia wyższe w Instytucie Historii Sztuki Uniwersytetu Warszawskiego (1964, praca magisterska Madonna z Dębego, nagroda Senatu UW). W 1971 roku uzyskał stopień naukowy doktora na podstawie rozprawy Castrum Doloris. Z symboliki polskich pogrzebów od XVI do początku XIX wieku (Wydział Historyczny Uniwersytetu Warszawskiego, nagroda Stowarzyszenia Historyków Sztuki), a w 1981 roku stopień doktora habilitowanego na podstawie pracy Sztuka i polityka. Funkcje propagandowe sztuki w epoce Wazów 1587–1668 (Wydział Historyczny Uniwersytetu Warszawskiego). W 1991 roku otrzymał tytuł naukowy profesora nauk humanistycznych.
Do 2012 profesor zwyczajny w Instytucie Historii Sztuki Uniwersytetu Warszawskiego. Pełnił funkcję prodziekana (1985–1990) i dziekana (1990–1992) Wydziału Historycznego UW. W 2012 roku rozpoczął pracę w Instytucie Historii Sztuki i Kultury Uniwersytetu Papieskiego Jana Pawła II w Krakowie, od stycznia 2014 roku profesor zwyczajny.
Przewodniczący Komitetu Nauk o Sztuce Polskiej Akademii Nauk. Członek Rady Powierniczej Zamku Królewskiego w Warszawie (działającej w latach 2011–2016), rad muzealnych Zamku w Wersalu i Pałacu w Wilanowie. Od 1983 roku członek Towarzystwa Naukowego Warszawskiego, współtwórca i redaktor naczelny półrocznika „Barok. Historia–Literatura–Sztuka” (od 1994), redaktor „Rocznika Historii Sztuki”, czasopisma „Perspective” (wydawca: Institut national d'histoire de l'art, Paryż) oraz „Kroniki Zamkowej” (biuletyn Zamku Królewskiego w Warszawie). W latach 1995–1998 dyrektor Centre de la Civilisation Polonaise, Université Paris Sorbonne – Paris IV.
W latach 2006–2009 kierował wraz z Gérardem Sabatierem i Markiem Hengererem międzynarodowym programem badawczym Mémoire monarchique et construction de l’Europe. Les stratégies funéraires des dynasties princières du XVIe au XVIIIe siècle zorganizowanym przez Centrum Badawcze Zamku w Wersalu (Centre de recherche du château de Versailles). W ramach programu zorganizowano sympozja w Krakowie (2007), Madrycie (2008) i Wersalu – St.-Denis (2009) oraz wydano książki współredagowane przez Juliusza Antoniego Chrościckiego: Les funérailles princières en Europe, XVIe–XVIIIe siècle: le grand théâtre de la mort, vol. 1, 2012, ISBN 978-2-7351-1426-9; Les funérailles princières en Europe, XVIe–XVIIIe siècle: apothéoses monumentales, vol. 2, 2013, ISBN 978-2-7535-2854-3; Les funérailles princières en Europe, XVIe–XVIIIe siècle: le deuil, la mémoire, la politique, vol. 3, 2015, ISBN 978-2-7535-4075-0.
Odznaczony srebrnym Medalem „Zasłużony Kulturze Gloria Artis” (2007). Pochowany na cmentarzu Powązkowskim w Warszawie. 

## Wybrane publikacje

### Książki
- Rafael, Warszawa 1972
- Kościół Wizytek, Warszawa 1973
- Pompa funebris: z dziejów kultury staropolskiej, Warszawa 1974
- Atlas architektury Warszawy (wraz z Andrzejem Rottermundem), Warszawa 1978–1979
- Sztuka i polityka. Funkcje propagandowe sztuki w epoce Wazów 1587–1668, Warszawa 1983
- Antwerpia, Warszawa 1988

### Artykuły naukowe
- Barokowa architektura okazjonalna, [w:] Wiek XVII – Kontrreformacja – Barok. Prace z historii kultury, red. J. Pelc, Wrocław 1970, s. 229–254 (Studia staropolskie, t. XXI)
- Rubens w Polsce, [w:] „Rocznik Historii Sztuki”, XII, 1981, s. 133–219
- Rembrandt’s „Polish Rider”. Allegory or Portrait? [w:] Ars auro prior. Studia Ioanni Białostocki sexagenario dicata, Warszawa 1981, s. 441–448
- On Directed Graph Models of Influences in Art Theory, [w:] „Artibus et Historiae”, II, 1981, nr 3, s. 113–130 (współautor V. P. Odinec)
- Diplomazia e credito bancario. Rubens, Bruegel dei Velluti e i re di Polonia, [w:] Rubens dall’Italia all’Europa. Atti del convegno internazionale di studi (Padova, 24–27 maggio 1990). A cura di C. Limantani-Viridis e F. Bottacin, Vicenza 1992, s. 95–111
- Ceremonial Space in Early Modern Towns, [w:] Society and Europe. Studies in Social and Cultural History. Poland at the 18th International Congress of Historical Sciences in Montreal, ed. M. Bogucka, Warszawa 1995, s. 43–54. Wersja francuska: Paris 2001, s. 215–241
- Kamieniarze i mafiosi. Zarobkowa emigracja z Włoch do Europy Środkowej i Wschodniej (XV–XVIII w.), [w:] „Przegląd Humanistyczny”, XL, 1996, nr 1 (334), s. 69–85
- Een reis de Poolse Kroonprins (1624–1625), [w:] De prinselijke pelgrimstocht. De „Grand Tour” van Prins Ladislas van Polen 1624–1635, Koninklijk Museum voor Schone Kunsten Antwerpen (12 X – 14 XII 1997), Gent 1997, s. 47–59
- La vie et mort de Ladislas III Jagellon (dit de Varna) d’après les dessins de Jacopo Bellini, [w:] „Quaestiones medii aevi novae”, III, 1998, s. 345–357
- La reconquête catholique dans l’architecture et la peinture religieuses. La Pologne aux XVIIe et XVIIIe siècles, [w:] „XVIIe siècle”, 50 année, 1998, no 2 (199), s. 129–140
- O sztuce flamandzkiej w badaniach Jana Białostockiego, [w:] Ars longa. Prace dedykowane pamięci Profesora Jana Białostockiego. Materiały sesji Stowarzyszenia Historyków Sztuki (Warszawa, listopad 1998), Warszawa 1999, s. 33–52
- Le bas polonais du prince Ferdinand 1er. À propos d’une composition de Rubens pour le cycle de la „Vie de Marie de Médicis”, [w:] Florissant. Bijdragen tot de kunstgeschiedenis der Nederlanden (15de – 17de eeuw). Liber Amicorum Carl van de Velde, Brussel 2005, s. 313–334
- The Recovered Modello of P.P. Rubens „Disembarkation at Marseilles”. The Problem of Control and Censorship in the Cycle „Life of Maria de’ Médici”, [w:] „Artibus et Historiae”, XXVI, 2005, nr 51, s. 221–249
- French Archival Sources on Cardinal Michał Radziejowski, [w:] Celebration of Baroque. The Artistic Patronage of Primate Michał Stefan Radziejowski (1645–1705), Wilanów Palace Museum, Warszawa 2009, s. 51–65
- Malarskie i graficzne wizerunki pola elekcyjnego. O propagandowo-symbolicznych przedstawieniach pola elekcyjnego na Woli, [w:] Wolne elekcje królów Polski na warszawskiej Woli 430 lat później. Materiały z sesji popularno-naukowej zorganizowanej 17 IV 2007, wstęp B. Komorowski, Warszawa 2010, s. 27–40, 82–108
- Georges de La Tour i jego lwowskie arcydzieło znane pod tytułem „Płacenie podatków”, [w:] „Barok. Historia–Literatura–Sztuka”, XVII, 2010, nr 1 (33), s. 123–142